# Överluleå landsfiskalsdistrikt
Överluleå landsfiskalsdistrikt var 1918-1957 ett landsfiskalsdistrikt i Norrbottens län, bildat när Sveriges indelning i landsfiskalsdistrikt trädde i kraft den 1 januari 1918, enligt beslut den 7 september 1917. Den 1 juli 1957 (enligt beslut den 6 juni 1957) upphörde distriktet då det uppgick i det utökade Bodens landsfiskalsdistrikt, där det skulle finnas tre landsfiskaler med stationeringsorten Boden: en polischef och åklagare, en åklagare, och en utmätningsman.
Landsfiskalsdistriktet låg under länsstyrelsen i Norrbottens län.

## Ingående områden
Den 1 januari 1919 bildades Bodens stad genom utbrytning ur Överluleå landskommun. När Sveriges nya indelning i landsfiskalsdistrikt trädde i kraft den 1 januari 1952 (enligt kungörelsen 1 juni 1951) införlivades Edefors landsfiskalsdistrikt. Den 1 juli 1952 indrogs stadsfiskalstjänsten i Bodens stad, vilket betydde att staden bildade ett eget landsfiskalsdistrikt (Bodens landsfiskalsdistrikt. Dock skulle landsfiskalen i Överluleå distrikt fortsatt vara utmätningsman i Bodens distrikt.

### Från 1918
- Del av Överluleå landskommun: Den del av landskommunen som inte låg i Edefors landsfiskalsdistrikt.[3]

### Från 1919
- Bodens stad (endast i utsökningshänseende; polis- och åklagarväsendet skötte staden med sin stadsfiskal).[9][10]
- Del av Överluleå landskommun: Den del av landskommunen som inte låg i Edefors landsfiskalsdistrikt.[3]

### Från 1952
- Bodens stad (endast i utsökningshänseende; polis- och åklagarväsendet skötte staden med sin stadsfiskal).[6][11]
- Edefors landskommun
- Överluleå landskommun

### Från 1 juli 1952
- Bodens stad (endast i utsökningshänseende; i polis- och åklagarhänseende utgjorde staden ett eget landsfiskalsdistrikt, benämnt Bodens landsfiskalsdistrikt).[4][8]
- Edefors landskommun
- Överluleå landskommun